# Sparande
Sparande är i vardagligt tal att lägga undan pengar för framtida bruk. Några sparformer är fonder, investeringssparkonto (ISK), kapitalförsäkringar, sparkonto och värdepapper.

## Besparingar
I en defensiv finansieringsplan letar man efter sätt att spara pengar och minska utgifterna. Det är inriktat på att spara överallt där man kan, som att leta efter det billigaste mjölpriset, alltid släcka lyset i rum där man inte befinner sig, spara några kronor med kuponger.
Man kan spara pengar till en aktuell utgift, framtida utgifter och framtida kriser. Till exempel kan man välja att riskminimera eller placera tryggt.
Många svenskar sparar även till sina barn till exempel till ett framtida boende.

## Nationalekonomiskt begrepp
Inom nationalekonomin är sparande definitionsmässigt den del av hushållens och offentliga sektorns inkomster som inte går åt till konsumtion.